# Macaulay Culkin
Macaulay Culkin (anglès: Macaulay Macaulay Culkin)  (Nova York, 26 d'agost de 1980) és un actor estatunidenc conegut per ser l'actor principal de Sol a casa.

## Biografia

### Primers anys
Macaulay Carson Culkin nasqué a Nova York, fill de Christopher 'Kit' Culkin i Patricia Brentup; la seva tieta és l'actriu Bonnie Bedelia, i els seus germans són Christian, Kieran, Rory, Shane, Rosana, Dakota i Quinn Culkin. La infància del "nen prodigi" es va desenvolupar en medi humil. El seu pare treballava a la sagristia local de l'Església Catòlica Romana, i la seva mare, com a operadora telefònica. El seu pare més tard va ser actor de teatre, participant activament a Broadway. Culkin va seguir una marcada ensenyança catòlica al col·legi catòlic St. Josephs, abans de marxar al col·legi professional per a nens de Nova York, Professional Children's School (NYC).
Macaulay va tenir el seu primer paper quant tenia 4 anys, a la producció de teatre Beach Babies, al New York Philharmonic. Posteriorment va destacar a la producció independent "The Fruit Salad Tale", també a Nova York, on hi apareixia disfressat de préssec. Va continuar tenint papers en obres de teatre, televisió i pel·lícules durant la dècada dels 80 i 90.

## Filmografia

### Pel·lícules
| Any  | Pel·lícula                                  | Personatge               |
| ---- | ------------------------------------------- | ------------------------ |
| 1988 | Rocket Gibraltar                            | Cy Blue Black            |
| 1989 | See You in the Morning                      | Billy Livingstone        |
| 1989 | Uncle Buck                                  | Miles Russell            |
| 1990 | L'escala de Jacob (Jacob's Ladder)          | Gabe Singer              |
| 1990 | Sol a casa                                  | Kevin McCallister        |
| 1991 | Only the Lonely                             | Billy Muldoon            |
| 1991 | La meva noia (My Girl)                      | Thomas J. Sennett        |
| 1992 | Sol a casa 2: Perdut a Nova York            | Kevin McCallister        |
| 1993 | Dangerous: The Short Films                  | Ell mateix               |
| 1993 | El bon fill                                 | Henry Evans              |
| 1993 | The Nutcracker                              | The Nutcracker Prince    |
| 1994 | Mà a mà amb el pare (Getting Even with Dad) | Timmy Gleason            |
| 1994 | El guardià de les paraules (The Pagemaster) | Richard Tyler            |
| 1994 | Nen ric                                     | Richard "Richie" Rich Jr |
| 2000 | Madame Melville                             | Carl                     |
| 2003 | Party monster                               | Michael Alig             |
| 2004 | Foster Hall                                 | Clark Hall               |
| 2004 | Saved!                                      | Roland                   |
| 2007 | Sex and Breakfast                           | James Fitz               |
| 2011 | The Wrong Ferarri                           |                          |

### Televisió
| Any       | Sèrie               | Personatge                                    |
| --------- | ------------------- | --------------------------------------------- |
| 1985      | The Midnight Hour   | Halloween Kid                                 |
| 1988      | L'equalitzador      | Paul Gephardt                                 |
| 1991      | Wish Kid            | Nicholas McClary                              |
| 1991      | Saturday Night Live | Host                                          |
| 1994      | Frasier             | Elliot                                        |
| 2003      | Will & Grace        | Jason "JT" Towne                              |
| 2009      | Kings               | Andrew Cross                                  |
| 2005–2010 | Robot Chicken       | Bastian Bux Kevin McCallister Billy Kid (veu) |